# White Colne
White Colne är en by och en civil parish i Braintree i Essex i England. Orten har 480 invånare (2001). Den har en kyrka.